# Tata Altroz
La Tata Altroz è una berlina compatta prodotta dalla casa automobilistica indiana Tata Motors a partire dal 2020.
L'Altroz è stata svelata all'89º Salone Internazionale dell'Automobile di Ginevra insieme al nuovo concept Buzzard, Buzzard Sporte H2X. È stata lanciata sul mercato indiano il 22 gennaio 2020.
Basata sulla iattaforma AlfaArc a motore anteriore a trazione, è disponibile con due motorizzazioni: un 1,2 litri Revotron a tre cilindri a benzina e un 1.5 litri Revotorq quattro cilindri diesel. La trasmissione è affidata a un cambio manuale a 5 marce.